# Böttcherstraße (Bremen)
Die Böttcherstraße ist eine 108 m lange Straße in der Bremer Altstadt, die aufgrund ihrer Architektur zu den Kulturdenkmalen und Touristenattraktionen in Bremen zählt. Die meisten Gebäude sind in der Zeit von 1922 bis 1931 entstanden und hauptsächlich Ludwig Roselius (1874–1943), einem Bremer Kaffeekaufmann und Mäzen, zu verdanken. Roselius beauftragte die  Architekten Eduard Scotland (1885–1945), Alfred Runge und den Bildhauer Bernhard Hoetger (1874–1949) mit der künstlerischen Gestaltung. Die Straße und ihre Gebäude sind ein seltenes Beispiel für die Architektur des Expressionismus. Von den Häusern können mehrere dem Stil des Backsteinexpressionismus zugeordnet werden.
Das Ensemble steht seit 1973 unter Denkmalschutz.

## Geschichte
Die Geschichte der Böttcherstraße reicht bis ins Mittelalter zurück. Für das Jahr 1317 ist der Name Hellinchstrate belegt. Sie stellte eine wichtige Verbindung zwischen Marktplatz und Weser dar. Der heutige Name geht auf das bis ins 18. Jahrhundert ansässige Böttcherhandwerk zurück. Als der Hafen Mitte des 19. Jahrhunderts verlegt wurde, begann die Böttcherstraße immer weiter an Wichtigkeit zu verlieren.
Zeittafel
- 1902 (andere Quellen 1906) kaufte dann Ludwig Roselius auf Drängen der Besitzer das Haus Nr. 6 in der Böttcherstraße (heute das Ludwig Roselius Museum) und errichtete dort den Verwaltungssitz seiner Firma, aus der später die Kaffee HAG hervorging. Roselius erwarb nach und nach weitere Grundstücke an der Böttcherstraße.
- 1919: In den Jahren nach dem Ersten Weltkrieg wurden zunächst einige baufällige Gebäude abgerissen.
- 1921 wurde das heutige Roseliushaus nach Plänen von Eeg & Runge zu einem Museum umgebaut.
 Nach Plänen der Architekten Alfred Runge und Eduard Scotland, die der „Heimatschutzbewegung“ nahestanden, entstanden von 1923 bis 1926 das Kaffee-HAG-Haus, das Haus St. Petrus, das Haus des Glockenspiels sowie andere Bürogebäude. Die Häuser wurden mit den damals typischen Materialien Backstein und Sandstein errichtet.
- 1926 ließ Roselius nach Plänen von Bernhard Hoetger das Paula-Becker-Modersohn-Haus für das Paula Modersohn-Becker Museum errichten. Dieses Gebäude stand im architektonischen Kontrast zu den vorherigen Bauten. Es besitzt reliefartige Außenwände und organisch geformte Innenräume.
- 1931 wurde nach Plänen von Hoetger das Haus Atlantis fertiggestellt, das mit seiner Architektur und seinen Materialien (Glas, Stahl und Beton) ebenfalls einen starken Kontrast zu den übrigen Gebäuden darstellt.  Die als Teil des Lebensbaums an der Fassade angebrachte gekreuzigte Odin-Christus-Figur galt als in der Bevölkerung umstritten.[4] Ebenfalls 1931 wurde das Robinson-Crusoe-Haus errichtet.
- 1936 wurde im Sommer das zunächst nicht vergoldete Bronzerelief Der Lichtbringer, als Analogie an Hitler angebracht. Jedoch verdammte Hitler die „Böttcherstraßen-Kultur“ in seiner Nürnberger Parteitagsrede am 9. September 1936, aufgrund ihres Baustils und der dargestellten Inhalte (z. B. das Haus Atlantis). Im Zuge von Kompensationsangeboten seitens Roselius wurde die goldene Sonnenscheibe der Odin-Christus-Figur am Haus Atlantis entfernt und in der Inschrift am Paula-Becker-Modersohn-Haus „Zum Zeichen edler Frauen zeugend Werk, das siegend steht, wenn tapferer Männer Heldenruhm vergeht.“ wurde das Wort „wenn“ durch „bis“ ersetzt.
- 1937 wurde im März die Böttcherstraße schließlich als ein Beispiel der Verfallskunst der Weimarer Zeit unter Denkmalschutz gestellt. Diese Änderungen sind heute wieder rückgängig gemacht worden.[4][5]
- 1944 wurden große Teile der Böttcherstraße zerstört. Die Fassaden wurden bis 1954 durch die Kaffee HAG größtenteils in ihrem ursprünglichen Zustand wiederhergestellt. In einem Brief datiert 13. Oktober 1944 von Werner Naumann, kaufmännischer Direktor von Focke-Wulf, an Barbara Goette, engste Vertraute von Ludwig Roselius, bestätigt Naumann, dass Gesellschafterversammlungen von Focke-Wulf Flugzeugbau in der Böttcherstraße stattfanden.[6]
- 1979 verkaufte Ludwig Roselius jun. die Kaffee HAG mitsamt der Böttcherstraße an General Foods.
- 1981 kaufte er die Böttcherstraße wieder zurück. Die Straße ist nun in privater Hand.
- 1989 wurden erneut beträchtliche Schäden festgestellt. Die Sparkasse Bremen kaufte bis auf das Haus Atlantis die gesamte Straße inklusive ihrer Gebäude.
- 1999 konnten alle Restaurierungsmaßnahmen abgeschlossen werden.
- 2004 ging die Böttcherstraße in die Stiftung Bremer Sparer-Dank über.

## Nutzung

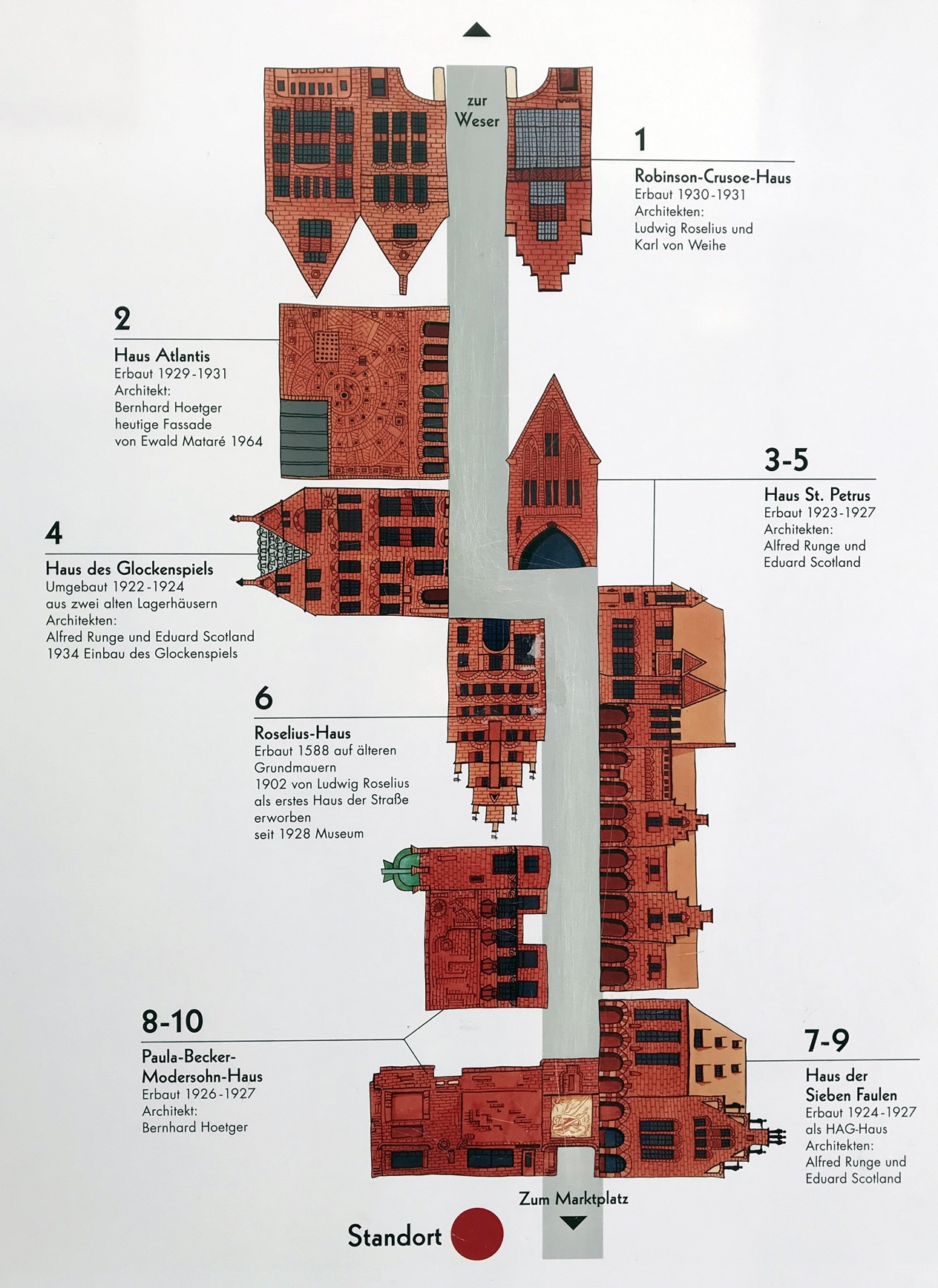
Infotafel mit allen Gebäuden

Im 21. Jahrhundert zählt die Böttcherstraße zu den international bekannten Sehenswürdigkeiten Bremens. Sie beherbergt die Museen Böttcherstraße, Kunsthandwerkstätten, Gastronomie, Einzelhandels-Geschäfte und ein Hotel. Fast alle Grundstücke und Gebäude der Straße befinden sich im Besitz der Stiftung Bremer-Sparer-Dank, Stiftung der Sparkasse in Bremen. Betrieben wird sie durch die Böttcherstraße GmbH, eine Tochter der Sparkassen-Finanzholding.
Die Böttcherstraße gilt trotz ihrer Länge von lediglich 108 Metern als „die heimliche Hauptstraße der Stadt“. Sie gehört zur Fußgängerzone der City und darf ohnehin aufgrund der baulichen Gestaltung im Gegensatz zu den meisten anderen Straßen nicht mit Kraftfahrzeugen befahren werden. Fußgänger können die nahe Martinistr. unterqueren und so zur Schlachte am Weserufer gelangen.

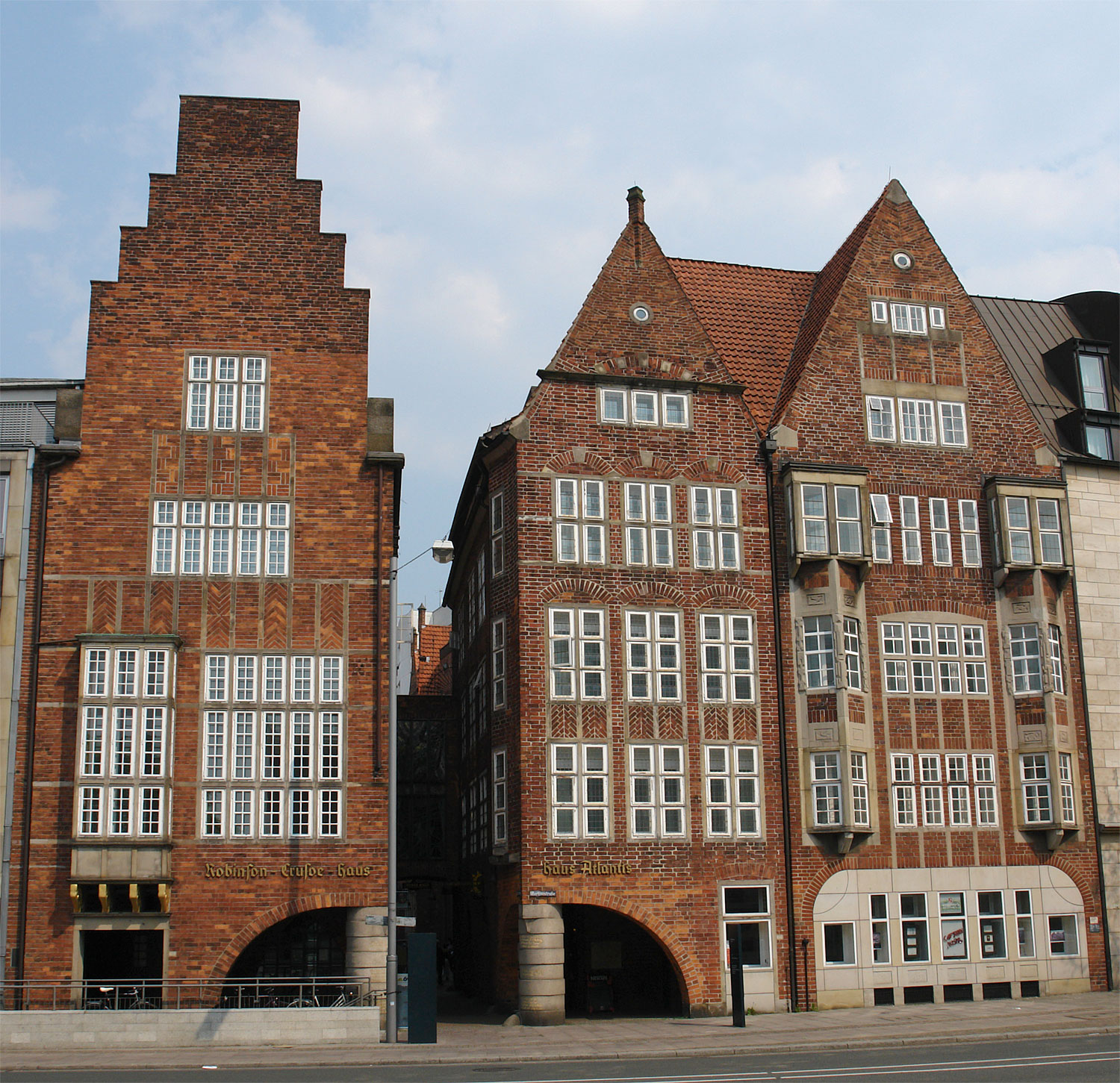
Robinson-Crusoe-Haus und Haus Atlantis (Blick von der Martinistraße)
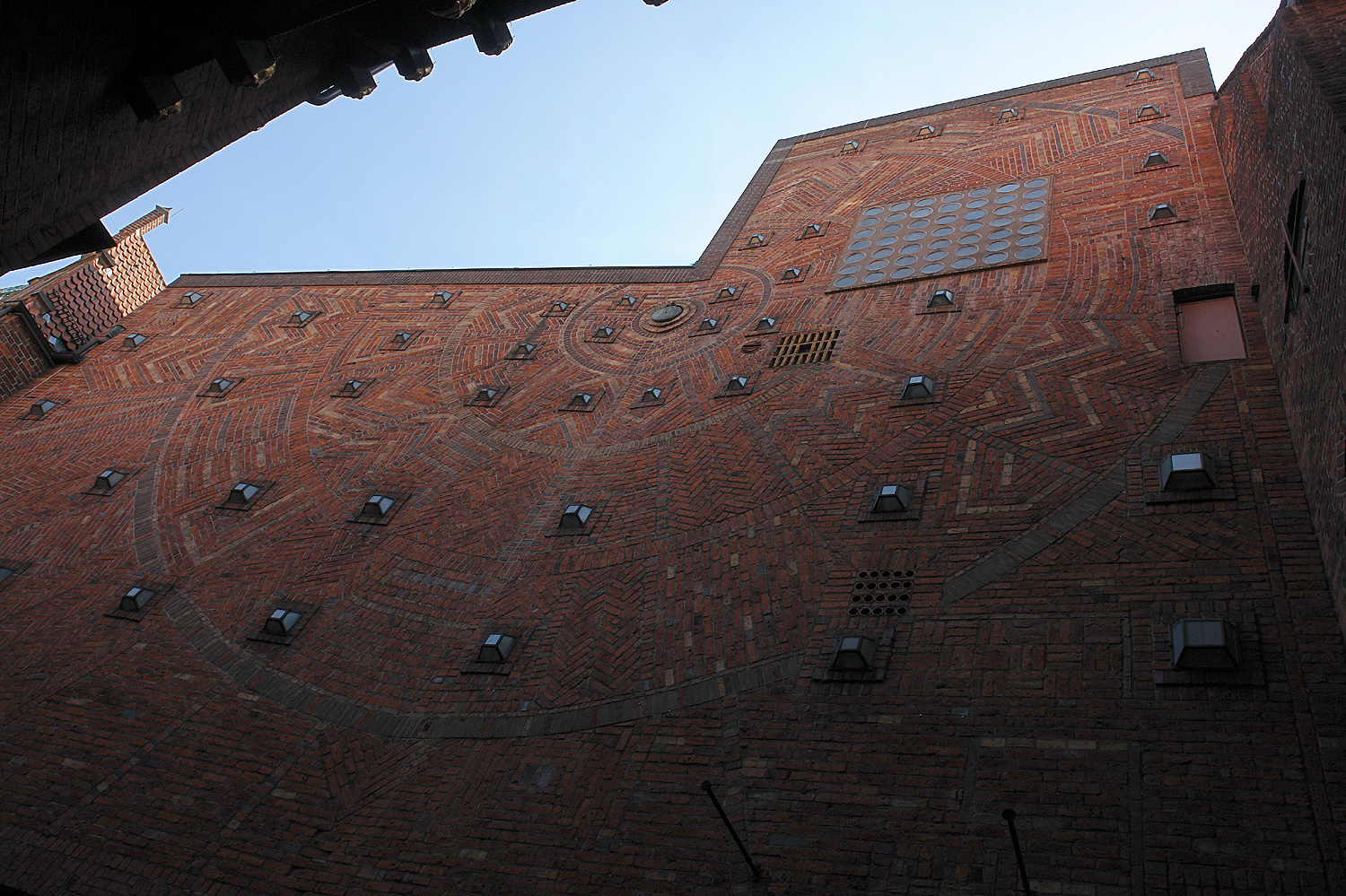
Fassade des Hauses Atlantis, gestaltet von Ewald Mataré
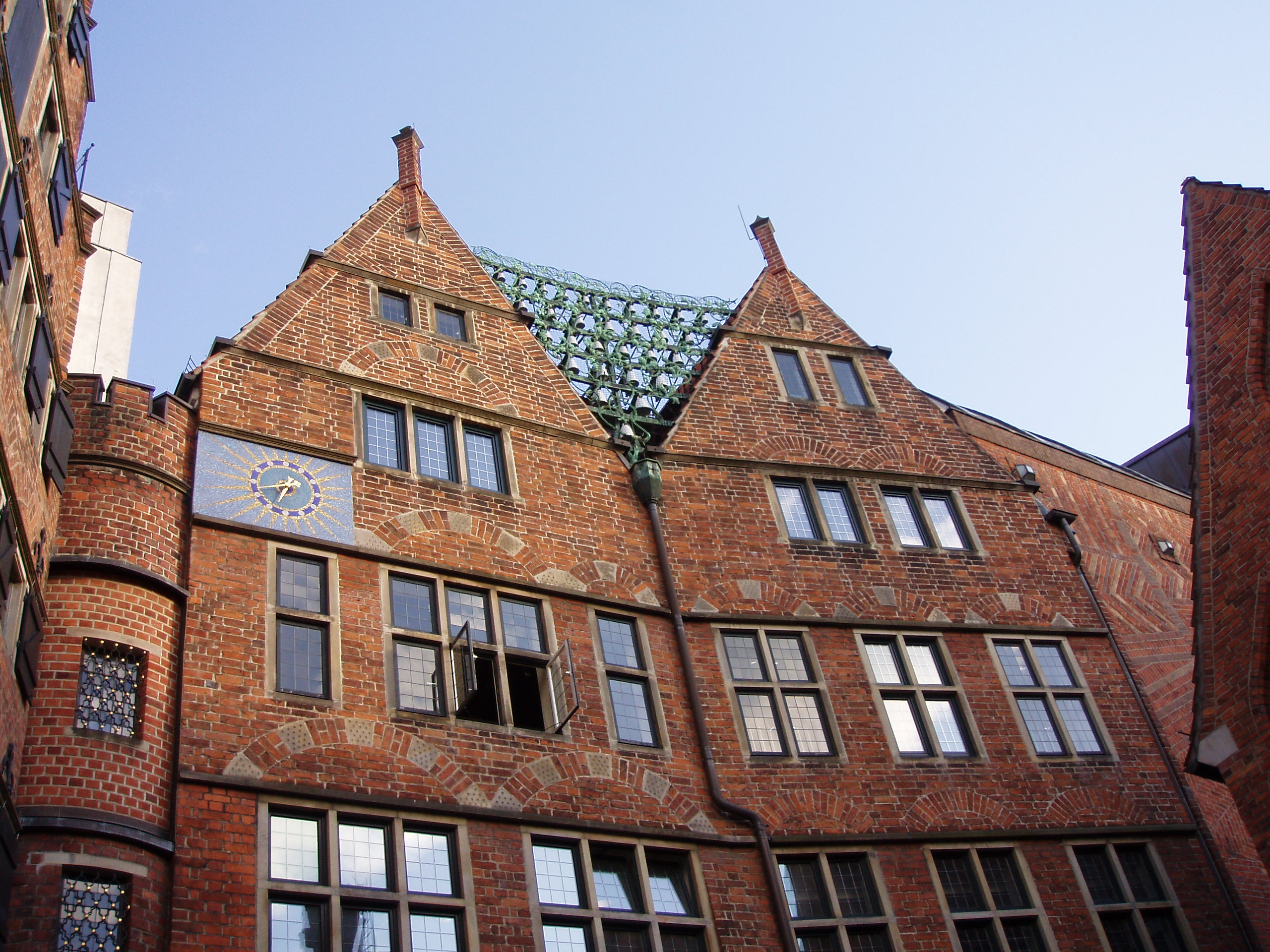
Haus des Glockenspiels
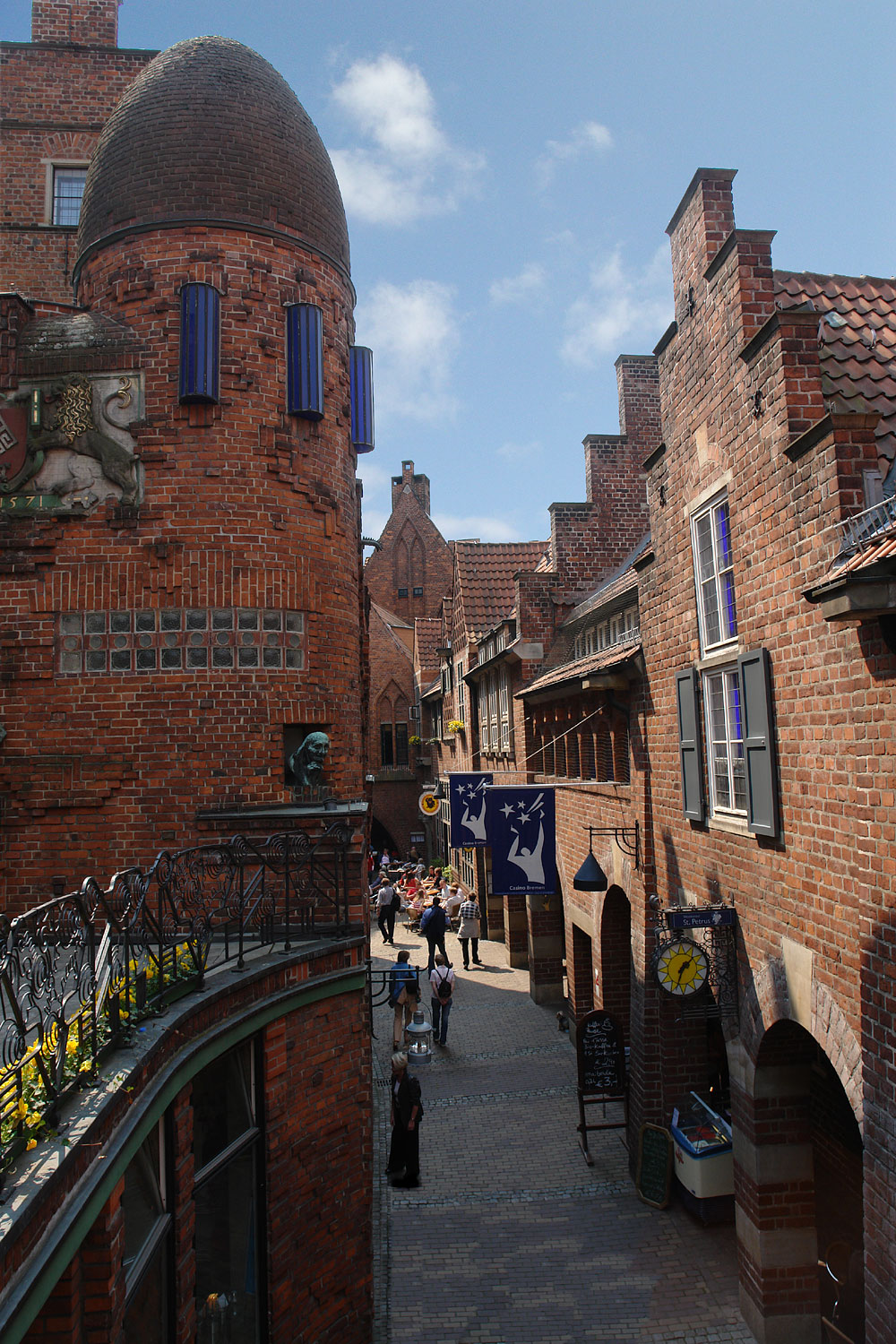
Blick vom Paula-Becker-Modersohn-Haus auf Haus St. Petrus

## Architektur und Häuser
- Robinson-Crusoe-Haus: Das Gebäude wurde 1931 als das letzte Haus der Straße errichtet und von Karl Weihe sowie Ludwig Roselius entworfen. Die Figur Robinson Crusoe wählte Roselius aus, da sie exemplarisch für den hanseatischen Tatendrang und Pioniergeist steht. Bis zur Zerstörung des Hauses 1944 dienten die Räumlichkeiten dem Club zu Bremen für seine Treffen. Seit dem Wiederaufbau im Jahr 1954 erinnern im Treppenhaus kolorierte Tafeln in der Art von Holzschnitt-Druckplatten von Theodor Schultz-Walbaum geschnitzt,  an Episoden des namengebenden Romans.
- Haus St. Petrus: Das Gebäude wurde zwischen 1923 und 1927 durch Eduard Scotland und Alfred Runge errichtet und diente bis zu seiner Zerstörung als Gastronomie. Noch heute befindet sich das Restaurant Ständige Vertretung im Flett sowie ein Weinkontor in dem Gebäude. Des Weiteren befand sich dort bis 2010 auch das Casino Bremen.
- Haus der Sieben Faulen: Das Gebäude wurde zwischen 1924 und 1927 ebenfalls durch Eduard Scotland und Alfred Runge errichtet. In dem Haus waren zunächst die Werberäume der Kaffee HAG sowie die Geschäftsstelle des Deutschen Werkbundes untergebracht. Die Benennung nach den Bremer Sagengestalten der Sieben Faulen erfolgte erst nach dem Wiederaufbau 1954. Heute stützen sie als große Steinfiguren den Giebel des Hauses. In den Räumen des Gebäudes befinden sich zudem verschiedene Geschäfte.
- Haus Atlantis: Das zwischen 1930 und 1931 nach Plänen von Bernhard Hoetger erbaute Haus soll die Utopie des sagenhaften Erdteils Atlantis verkörpern. Der Bau ist geometrisch modern geformt, aus den Materialien Glas, Holz und Stahlbeton errichtet und wurde im Art-déco-Stil eingerichtet. Genutzt wurden die Räumlichkeiten hauptsächlich als Vortrags- und Lesesaal. Beim Verkauf der Böttcherstraße 1988 wurde das Haus aus dem Verbund der Straße herausgelöst und gehört heute dem schwedischen Konzern Pandox AB. Dieser nahm umfangreiche Sanierungsmaßnahmen vor und integrierte das Gebäude in ein nebenan errichtetes Hotel. Das Treppenhaus sowie der Himmelssaal sind bis heute quasi originalgetreu erhalten und somit wichtige Zeugen der deutschen Architektur der Zeit zwischen den Weltkriegen.
- Haus des Glockenspiels: Das Gebäude entstand zwischen 1922 und 1924 durch den Umbau zweier alter Lagerhäuser durch Eduard Scotland und Alfred Runge.[1] Inzwischen befinden sich hier unter anderem das Archiv und die Verwaltung der Böttcherstraße GmbH sowie das berühmte Glockenspiel. Das erste Glockenspiel wurde 1934 eingeweiht und bestand aus dreißig Porzellanglocken. Die Besonderheit an dem Glockenspiel ist seine Verbindung zu zehn geschnitzten Holztafeln im Ludwig-Roselius-Haus. Diese zeigen bekannte Ozeanbezwinger und rotieren zu den Klängen des Glockenspiels. Nach der Zerstörung im Krieg wurde 1954 das zweite Glockenspiel angebaut, welches bei Sanierungsarbeiten 1991 durch das dritte Glockenspiel ersetzt wurde.

Das Glockenspiel erklingt vom 1. Januar bis zum 31. März um 12, 15 und 18 Uhr. In der übrigen Zeit kann es zwischen 12 und 18 Uhr zu jeder vollen Stunde angehört werden.
- Roselius-Haus: Das Roselius-Haus ist das älteste der Gebäude in der Straße und seine Grundmauern gehen vermutlich bereits auf das 14. Jahrhundert zurück. Es diente Ludwig Roselius zunächst als Verwaltungssitz und wurde 1928 ausgebaut, um seine umfangreiche Kunstsammlung aufzunehmen. Im Zuge dieser Umbaumaßnahmen erhielt es auch seine markanten Treppengiebel sowie seinen heutigen Namen. Das Gebäude wurde einschließlich der prägenden Fassade im Krieg fast vollkommen zerstört, jedoch bis 1954 komplett wieder aufgebaut. Auch die Einrichtung wurde originalgetreu wiederhergestellt und das Haus dient heute erneut als Museum.
- Paula-Becker-Modersohn-Haus: Das Gebäude wurde zwischen 1926 und 1927 nach Plänen von Bernhard Hoetger erbaut und diente zunächst als Ausstellungs- und Verkaufsraum. Hier befinden sich aktuell (in den 2020er Jahren) das Paula Modersohn-Becker Museum, Werkstätten für Kunsthandwerk sowie mehrere Geschäfte. Im Hof des Hauses steht der Sieben-Faulen-Brunnen, der die Bremer Sagengestalten der Sieben Faulen zeigt. Das im Krieg beschädigte Gebäude wurde ab 1952 verändert und durch die Bremischen Architekten Max Säume und Günther Hafemann wiederhergestellt. Das zunächst nicht wiederaufgebaute Geschoss für die Kunst Paula Modersohn-Beckers wurde 1993 ergänzt.

## Skulpturen, Reliefs, Brunnen
Alle hier aufgelisteten Skulpturen und Brunnen wurden von Bernhard Hoetger entworfen:
- Eva auf dem Schwan, 1906, Bronze
- Jugend, 1909, Bronze
- Weiblicher Torso, 1909, Bronze
- Der Tag, 1910, Nachguss aus Gussstein
- Der Abend, 1911, Bronze
- Dämmerung, 1912, Bronze
- Krugträgerin, 1912, Gussstein
- Mutter und Kind, 1912, Bronze
- Panther, die Nacht tragend, 1912, Bronze
- Silberlöwe, den Tag tragend, 1912, Bronze
- Ludwig Roselius-Büste, 1922 Hoetger, Bronze
- Mädchenkopf, 1924, Bronze
- Moorfrau, 1924 Bronze
- Bacchus, 1928, Bronze
- Kopf Paracelsus, 1936, Bronze
- Schauender Knabe, 1936, Bronze
- Schreitende, 1936, Bronze
- Der Lichtbringer, 1936, Bronzerelief, vergoldet
- Sieben-Faulen-Brunnen, 1930, Backstein und Bronze

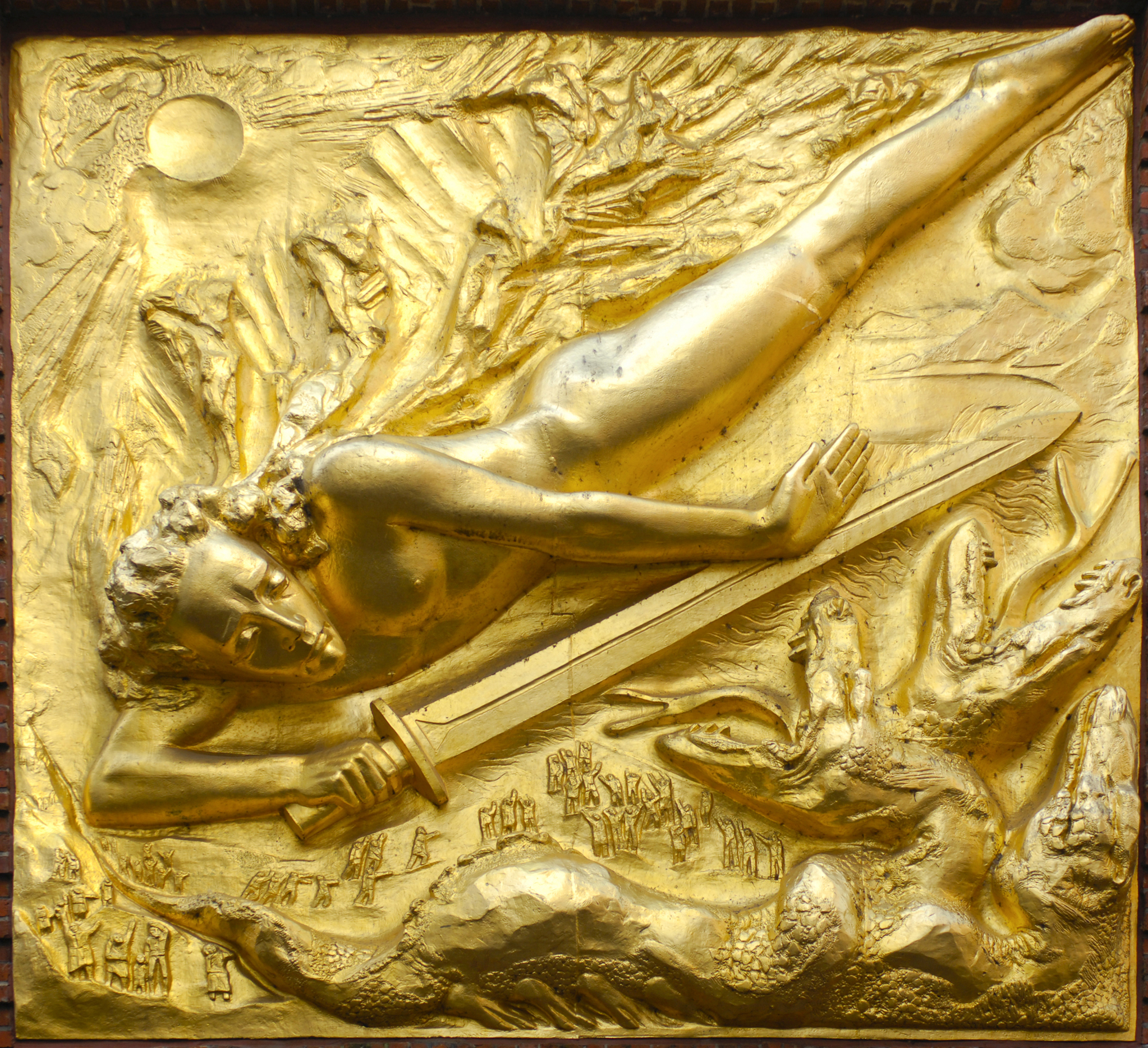
Nahaufnahme des Reliefs Der Lichtbringer, Hoetger, April 1936
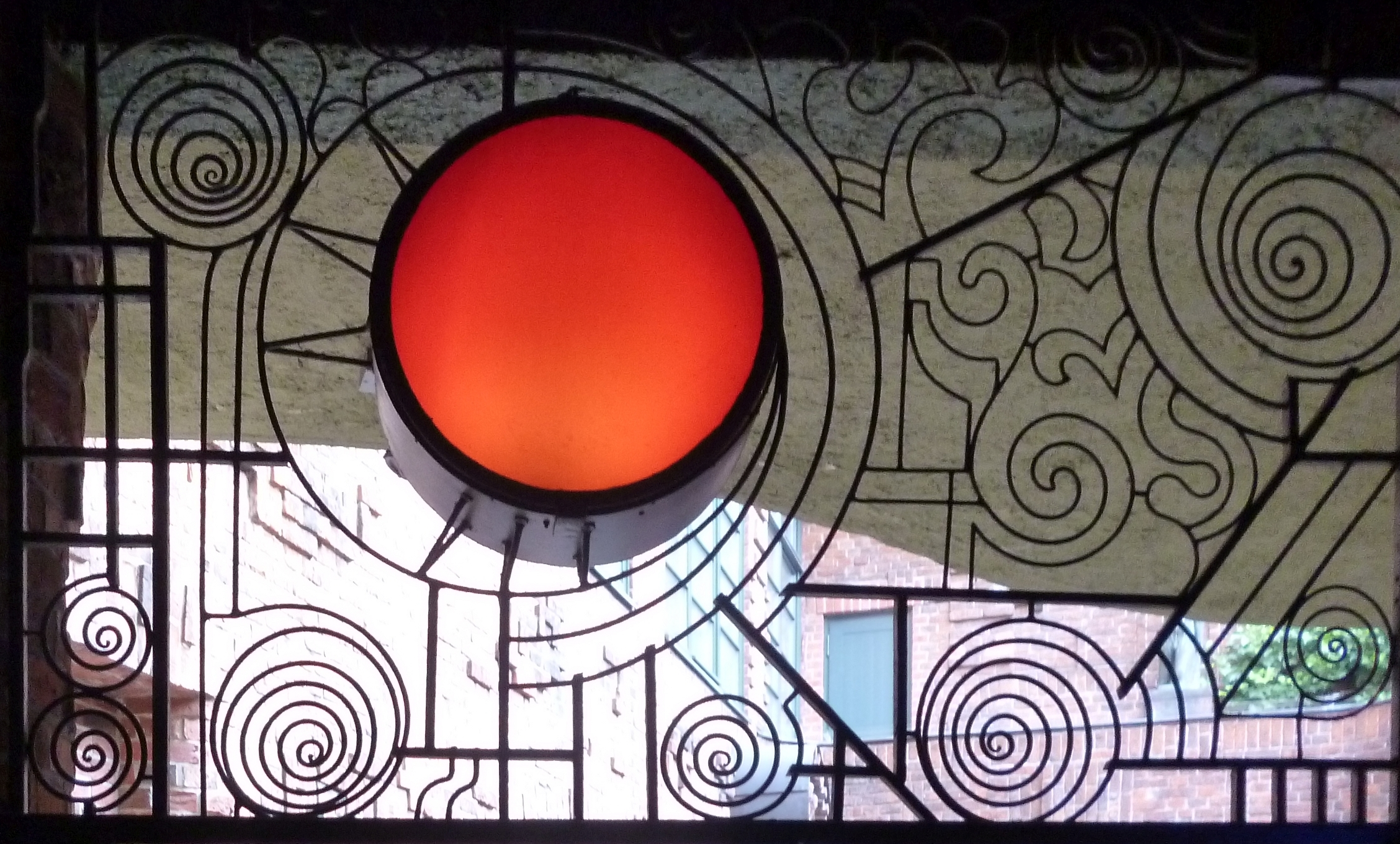
Ziergitter oberhalb des Durchgangs vom Paula-Becker-Modersohn-Haus zum Handwerkerhof
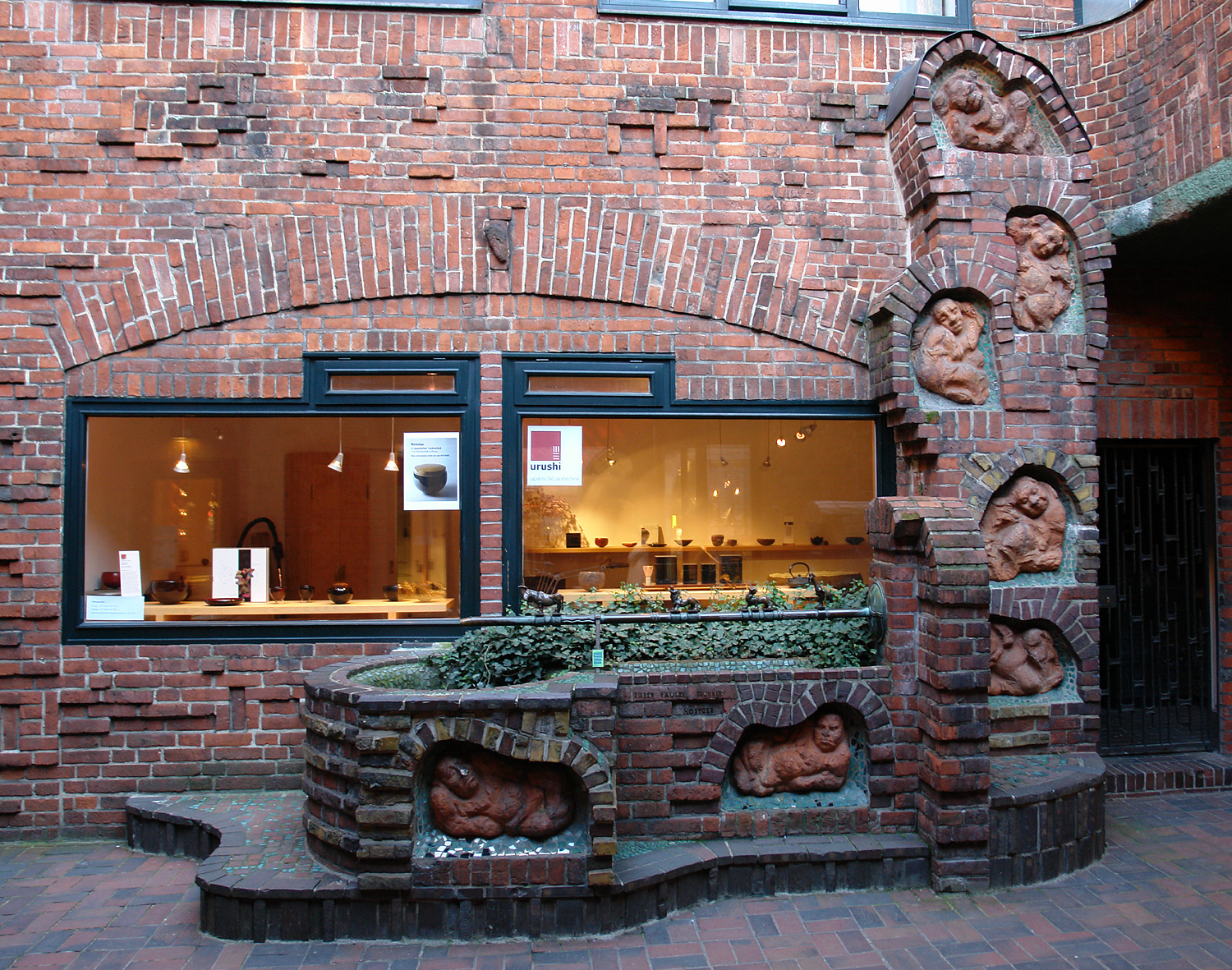
Sieben-Faulen-Brunnen von Hoetger im Handwerkerhof

## Film
- die Nordstory: Bremens Juwel – Die Böttcherstraße erleben. NDR 4. Juni 2021